# 셉스크

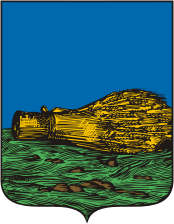
시 문장

셉스크(러시아어: Севск)는 러시아 브랸스크주 서부에 위치한 도시로, 인구는 7,660명(2002년 기준)이다. 드니에프르강의 지류인 셉 강과 접하며 브랸스크(브랸스크 주의 주도)에서 142km 정도 떨어진 곳에 위치한다.
1146년 체르니히우 공국 때에 건설되었으며 1356년에는 리투아니아 대공국, 1585년 모스크바 대공국에 병합되었다.